# 我們的日子
《我們的日子》（英語：Days of Our Lives，簡稱或）為美國的NBC電視台製播的一部日間肥皂劇，也是世界上少數仍在在播的長壽電視劇，從1965年11月8日開始每星期播5集，在不少國家也播放過。到目前為止重播時段依然維持當初肥皂劇播出的時段：上午七點，而首播時間則是在晚間8點或12點(東區/西區)。這部戲是由知名夫妻團隊Ted CordayBetty Corday創作。Irna Phillips是本劇的編劇，而William J. Bell則是早期的編劇。本劇已經重新續約至2014年。
由於本劇的成功，從1975年4月21日開始從原本30分鐘加長至60分鐘。而自從更改時間後，節目播出一半的「稍後回來下半段的『我們的日子』」則是請知名男演員Macdonald Carey獻聲。我們的日子是美國第二長的長壽劇（第一名是綜合醫院），同時也是世界上現存繼續播放的第四長的長壽劇。
本劇主要描述兩個家庭：荷頓(Hortons)家族和布雷迪(Bradys)家族。很多其他家族也進入到這個團隊，並且偶爾露面。荷頓家族的女家長，Frances Reid從該劇成立以來一直參與演出直到2010年2月3日逝世。Suzanne Rogers在我們的日子38周年慶生會中，回顧她於1973年第一次出場。Susan Seaforth Hayes則是唯一的從開播到現在都還在的角色。
《我們的日子》於2005年2月21日播出第10000集。本劇在1970年代被封為最大膽的戲劇，因為其他肥皂劇做不出類似的主題。本劇的執行製作是Ken Corday，聯合執行製作人則是Gary Tomlin。《我們的日子》是美國最知名的肥皂劇。原始的標題也是由知名演員MacDonald Carey所朗誦，也是使用至今。本劇也曾被知名情境喜劇六人行惡搞過，一些演員也跨至六人行客串，包括Kristian Alfonso、Roark Critchlow、Matthew Ashford、Kyle Lowder和Alison Sweeney等人。本劇擁有大批知名粉絲諸如茱莉亞·羅勃茲,已故的前美國最高法院大法官Thurgood Marshall。

## 歷史
Cordays夫妻和Bell結合傳統醫院肥皂劇的概念創造一個新的影集描述一個家庭。這個概念包含傳統的家庭劇，而這個家庭都是醫生，包括一個成員在大醫院工作。故事大綱就是一個在美國中部的沙隆鎮(Salem)裡有一個中上層社會的家庭，包含傳統的親子關係、結婚、離婚和家庭生活，再加上一些跟醫生這個職業發生的故事還有心理上個人的性格問題等。最早的執行製作是Al Rabin對於角色熱情相當自豪，曾說過這些角色不害怕「分享他們的問題」。
當初的評論認為這個影集不依賴懷舊而受到好評，而且寫實地描述一個美國當代家庭。到了1970年代，評論者認為「我們的日子」是相當大膽的日間戲劇，引領當時的其他戲劇所不敢接觸的主題，例如:人工授精和不同種族間的戀愛。1976年1月12日，「我們的日子」的演員Bill Hayes and Susan Seaforth Hayes登上了時代雜誌的封面。這是第一次有日間連續劇的演員登上該雜誌的封面。Hayeses夫妻在現實生活中也成為夫妻(他們在1970年因戲劇認識而在1974年結婚)。這對夫妻在當時大量出現在各大肥皂劇雜誌封面還有各式媒體。
時間來到1990年代，本劇跨足到超自然的劇情，評論也開始關心，因為似乎本劇開始背離原先的故事設定。然而，這些新的劇情還是有新的效果出現，使得「我」劇成為日間肥皂劇中的收視冠軍，收視群包括中年婦女和年輕人。也成為最賺錢的一部影集之一。在2006年，扮演其中一個角色Jack Deveraux的男演員Matthew Ashford在被問到他的角色「死而復活」第三次時回應道：「這個角色對我來說越來越難演，是因為這個角色越來越奇怪...我會看劇本想『這是啥』這是『卡通頻道』嗎？」
「我」劇除了受到雜誌上的好評，也拿過不少獎項，包括艾美獎的最佳影片(1978年)。還有編劇協會(東區)獎的最佳影片(2000年)。「我」劇的演員也得過不少獎項：Macdonald Carey (湯姆何頓醫生)贏得最佳男演員(1974)。Susan Flannery(羅娜何頓)在1975年贏得最佳女演員。Suzanne Rogers(麥姬何頓)，Leann Hunley(Anna DiMera)，和Tamara Braun(Ava Vitali)等也贏過最佳女配角，分別在1979年，1986年和2009年，Billy Warlock (Frankie Brady)也贏得最佳年輕演員(1988年)。2009年，Darin Brooks(Max Brady)也搬回一座艾美獎的最佳年輕演員，還有Tamara Braun (Ava Vitali)也贏過最佳女配角。
由於其他電視台的節目競爭下，「我」劇的收視率在1990年代開始下降。到了2007年1月，NBC曾經建議本劇不要播出到2009年。"到了2008年11月，在長達11小時的討論下，最後宣布本劇續訂至2010年9月。隨著收視率漸漸回來，在2010年3月，又重新續定至2011年9月；之後在2010年11月8日，在本劇45周年紀念日上，宣布又多續定兩年至2013年9月。再額外多一年的情況下，本劇將可持續到2014年，屆時將是49年的歷史。2010年11月8日撥出的該集中標題註明我們的日子45周年，並且以HD形式播出。

## 故事情節
當「我們的日子」在1965年首播時，本劇圍繞在郊區的荷頓家裡發生的悲劇和喜劇。隨著時間過去，有許多其他家庭開始跟荷頓家有所互動並帶來更多戲劇性的劇情。原先本劇的大家長是[湯姆荷頓](Dr. Tom Horton)醫生和他的家庭主婦妻子，艾莉絲荷頓(Alice)，荷頓家保持連續性中帶有一點插曲。最長的一個事件是米奇荷頓(Mickey Horton)的妻子羅娜遭到米奇的弟弟比爾(Bill)強暴事件。羅娜跟她的公公湯姆傾訴該事件，最後兩人同意這件事情永遠都不要讓米奇知道。這件秘密，最後演變成麥克荷頓(Michael Horton，強暴後生下的小孩)的血緣問題和米奇的健康問題下被發現。該事件橫跨1968年到1975年。這個故事情節在當時帶給本劇極高收視率，也是尼爾森收視率調查中幾乎最高收視。另一個三角戀情，發生在酒吧歌手Doug Williams和湯姆還有艾莉絲的女兒艾比(Addie)之間，而艾比擁有一個女兒茱莉(Julie)，被證明在她們談戀愛的時期出現。該故事劇情的高潮是1974年艾比的死亡而同時道格(Doug)和茱莉結婚。
到了1980年代早期，加入了布萊帝(Brady)家族和帝梅拉(DiMera)家族，並迅速融入沙隆鎮並與荷頓家成為鄰居。大約在同時期，加入新的編劇Sheri Anderson，Thom Racina和Leah Laiman, 為本劇注入新的劇情和人物，包括動作/冒險或是一些特殊組合，像是Bo and Hope或是Shane and Kimberly和Patch and Kayla等新人物組合出現。以前的故事主軸都在荷頓家內部，到了1990年代，在新的編劇James E. Reilly主導下，「我」劇開始轉變至超自然並且帶有科幻概念的故事。結合家族間的善與惡的對抗在布萊帝家族與帝梅拉家族之間。在編劇的主導下，收視率經常保持第二名，並且持續到1999年直到他離開去發掘其他興趣。而在2006年換了新的編劇Hogan Sheffer令收視率從下降到復甦，讓過去的舊粉絲再次喚醒新的興趣並停止收視率下滑。

### 知名劇情
除了知名三角戀Bill/Laura/Mickey和Addie/Doug/Julie之間，其他知名的劇情線也包括1968年的湯姆荷頓的失憶。他從韓國回來之後自認為是其他人並且跟她的妹妹Marie談戀愛;而在John Black跟Marlena Brady和她的先生之間發生超過20年的不倫戀;1982年 "Salem Strangler" 殺人事件;1984年也在Hope Williams Brady和Bo Brady之間發生飄這樣的故事;
在1990年的The Cruise of Deception這一集，當Ernesto Toscano邀請她的所有敵人參加一個旅行S.S. Loretta, 將那些敵人都抓起來；
最令人震驚並且引人注目的是1993年的Vivian Alamain將Carly醫生活埋(這個受極大爭議的故事是由Reilly所寫)；1994–1995年的故事線當中由於小鎮內的聖誕樹燒毀倒地，將Marlena燒成顏面傷殘；2003–2004年的"Melaswen"事件中，許多腳色據稱死於蒙面殺人魔手中，但是最後發現這些人都是被綁架到Melaswen島上；在2007年的"Bradys and DiMeras: The Reveal,"這一集中，則描述了Brady/DiMera是如何成為世仇的故事。
2010年6月，為了紀念大家長艾莉絲荷頓(該腳色於2010年6月23日過世)，以前的角色都回來。在2011年6月23日我劇首次引進Sonny Kiriakis這個第一個同性戀角色，並也增加本劇的第一個同志戀情。Freddie Smith (Sonny)表示在面試的時候「他是一個非常有自信，成熟的人，他曾旅居世界各地，心胸相當寬大。我非常興奮他的到來。」

## 出演演員
See Also:  我們的日子演員列表

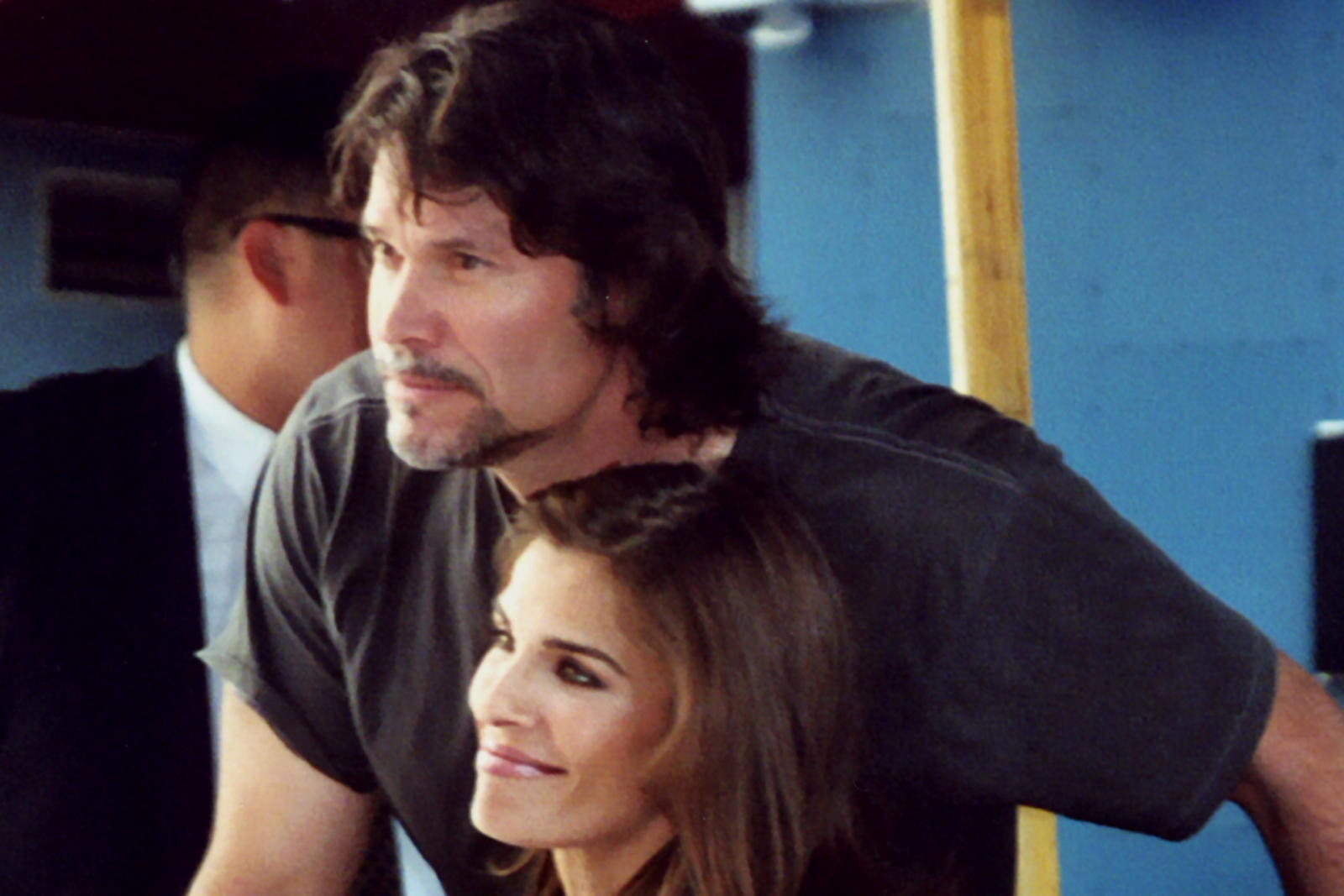
Veteran actors Peter Reckell and Kristian Alfonso, who portray supercouple Bo and Hope Brady, have played both characters on and off since their first appearances in 1983.

當我劇首次出現時，有七位主要角色。(湯姆荷頓，艾莉絲荷頓，米奇荷頓，瑪莉荷頓，朱莉歐爾森，東尼馬利特(Tony Merritt)，和克雷格馬利特(Craig Merritt))。當本劇在1975年4月間延長至一小時的時候，已經增加成27個角色。在1990年的25周年紀念日時，40位固定和經常出現的演員同時現身。之後大致上維持這樣的人物數量至今。原本的主要演員由Frances Reid飾演艾莉絲荷頓，持續演出直到2010年2月3日過世。而她在劇中的最後一次現身則是2007年12月。原始演員John Clarke飾演米奇荷頓，在2004年離開劇組。Suzanne Rogers飾演瑪姬荷頓從1973年開始登場；而Susan Seaforth Hayes曾飾演Julie Olson Williams，從1968年開始經常出現；而她的丈夫Bill Hayes飾演Doug Williams則是從1970年開始。Hayes夫婦同時有不少戲劇約。
在最近幾年間，我劇又重新請回過去的幾位演員。在20年間有不少角色來來去去，從2005年開始又重新請回1980年到1990年的角色回鍋。像是Christie Clark (Carrie Brady), Stephen Nichols (Steve Johnson), Austin Peck (Austin Reed), Mary Beth Evans (Kayla Brady), Joseph Mascolo (Stefano DiMera)和Thaao Penghlis (Tony DiMera)。而最近又增加不少人回鍋，像是Crystal Chappell (Dr. Carly Manning)，和Louise Sorel as Vivian Alamain。在2010年6月，珍妮佛荷頓，比爾荷頓，Shane Donovan和Kimberly Brady等人為了向艾莉絲荷頓致敬，又短暫回到劇組中。

## 外部連結
- 官方网站